# Уваровка (Волгоградская область)
Уваровка — хутор в Киквидзенском районе Волгоградской области России. Входит в состав Калиновского сельского поселения.

## География
Хутор находится в северной части Волгоградской области, в степной зоне, в пределах Хопёрско-Бузулукской равнины, на правом берегу реки Мачехи, на расстоянии примерно 20 километров (по прямой) к северо-востоку от станицы Преображенской, административного центра района. Абсолютная высота — 112 метров над уровнем моря.
Часовой пояс
Хутор Уваровка, как и вся Волгоградская область, находится в часовой зоне МСК (московское время). Смещение применяемого времени относительно UTC составляет +3:00.

## История
В «Списке населённых мест Земли Войска Донского», изданном в 1864 году, населённый пункт упомянут как владельческий посёлок Уваровский Хопёрского округа области Войска Донского, при речке Мачихе, расположенный в 100 верстах от окружной станицы Урюпинской. В Уваровкае имелось 13 дворов и проживало 85 жителей (44 мужчины и 41 женщина).

## Население
| 2010 |
| ---- |
| 6    |

Гендерный состав
По данным Всероссийской переписи населения 2010 года в гендерной структуре населения мужчины составляли 50 %, женщины — соответственно также 50 %.
Национальный состав
Согласно результатам переписи 2002 года, в национальной структуре населения русские составляли 100 % из 14 чел.

## Улицы
Уличная сеть хутора состоит из одной улицы (ул. Зелёная).